# Фісанович Ізраїль Ілліч
Ізраїль Ілліч Фісанович (10 (23) листопада 1914, Єлисаветград — 27 липня 1944) — Герой Радянського Союзу (1942), у роки німецько-радянської війни командир підводного човна «М-172» 3-го дивізіону бригади підводних човнів Північного флоту СРСР, капітан-лейтенант.

## Біографія
Народився 10 (23) листопада 1914 року в місті Єлисаветград (нині — місто Кропивницький, Україна). Єврей. Член ВКП (б) з 1939 року. Закінчив школу ФЗУ.
У Військово-Морському флоті з 1932 року. Закінчив у 1936 році Військово-морське училище імені М. В. Фрунзе. Служив на підводних човнах на Балтійському та Північному (з 1938 року) флотах. Пройшов шлях від командира підводного човна до флагманського штурмана бригади підводних човнів.
Учасник радянсько-фінської війни 1939–1940 років. Як флагманський штурман з'єднання забезпечував несення позиційно-дозорної служби, проводку транспорту по внутрішніх комунікаціях. У 1940 році направлений на Вищі спеціальні курси командного складу підводного плавання (місто Ленінград), тут зустрів початок німецько-радянської війни.
Повернувся на Північний флот. 7 липня 1941 року прийняв командування підводним човном М-172 бригади ПЧ Північного флоту. У серпні-вересні 1941 року, діючи на комунікаціях противника в Баренцевому морі, потопив 3 ворожих транспорти.
До весни 1942 року зробив 17 бойових походів, в яких провів 12 торпедних атак. Вважається, що було потоплено 8 транспортів противника. Так само виконав два спецзавдання з висадки на узбережжі Норвегії та зняття з нього розвідгрупи. Човен М-172 був нагороджений орденом Червоного Прапора, а в липні 1943 року став гвардійським.
У червні 1943 року Фісановича призначено командиром 6-го дивізіону підводних човнів, сформованого з новоприбулих на флот човнів типу «М». У квітні 1944 року призначений командиром підводного човна, переданого Великою Британією Радянському Союзу, і відбув до Англії.
У травні прийняв командування підводним човном В-1, зі складу британського флоту, який був переданий Радянському Союзу в рахунок репарацій. 25 липня човен відійшов з порту Лервік, але в Кольську затоку не прийшов. Під час руху з Англії човен загинув, екіпаж довгий час вважався зниклим безвісти. У повоєнні роки німецькі та радянські історики встановили, що 27 липня 1944 року о 9:39 за Гринвічем човен Фісановаича атакував і потопив бомбардувальник «Liberator» 86-ї авіаескадрильї Берегового командування ВПС Великої Британії, за 230 миль на північ від Шетландських островів, з координатами 64 ° 34 'пн. ш. 1 ° 16 'в. д.HGЯO.

## Нагороди, вшанування

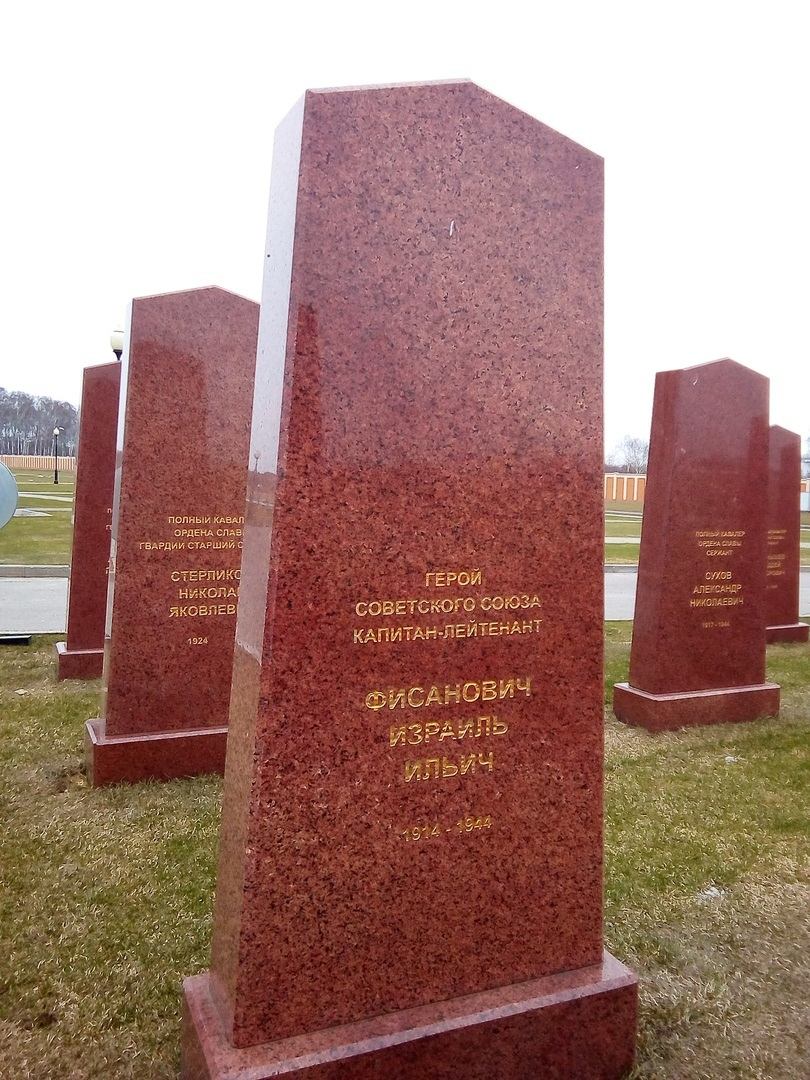
Кенотаф на Федеральному військовому меморіальному кладовищі

Нагороджений орденом Леніна (3 квітня 1942 року), 2 орденами Червоного Прапора (3 листопада 1941; 2 червня 1942), орденом Вітчизняної війни 1-го ступеня (29 січня 1943), вищою морської нагородою США — «Морським хрестом».
Указом Президії Верховної Ради СРСР від 3 квітня 1942 року за «мужність і відвагу, проявлені в боях з німецько-фашистськими загарбниками», капітан-лейтенанту Фісановичу Ізраїлю Іллічу присвоєне звання Героя Радянського Союзу із врученням ордена Леніна і медалі «Золота Зірка» (№ 658).
Герой Радянського Союзу І. І. Фісановича навічно зарахований до списків військової частини. Його ім'ям названо вулицю в місті Полярний Мурманської області. У Кропивницькому та Харкові в пам'ять про славетного земляка встановлено меморіальну дошку і пам'ятний знак. У вересні 2009 року в Шотландії в порту Данді було відкрито пам'ятник підводникам, загиблим в роки Другої світової війни, серед сотень прізвищ висічені і імена радянських моряків екіпажу Фісановича.
У 2016 році на Федеральному військовому меморіальному кладовищі встановлено кенотаф.